# Monica Chaudhary
Monica Chaudhary (Hindi मोनिका चौधरी; * 6. September 1995 in Chennai) ist eine indische Schauspielerin.

## Leben und Karriere
Chaudhary stammt aus Rajasthan, wuchs jedoch später in Delhi auf. Ihr Debüt gab sie 2018 in der Serie Apharan. Anschließend war sie 2020 in Dark 7 White. 2021 trat sie in Rudrakaal auf. 2022 wurde Chaudhary für die Serie Good Bad Girl gecastet. Außerdem spielte sie 2023 in dem Film Tu Jhoothi Main Makkaar mit. Im selben Jahr bekam sie in dem Film Dashmi eine Hauptrolle. 2024 setzte sie ihre Karriere in A Wedding Story fort.

## Filmografie
Filme
- 2023: Tu Jhoothi Main Makkaar
- 2024: Dashmi
- 2024: A Wedding Story

Serien
- 2018: Apharan
- 2020: Dark 7 White
- 2021: Rudrakaal
- 2022: Good Bad Girl
- 2022: Salt City